# Pachycondyla sennaarensis
Pachycondyla sennaarensis is een mierensoort uit de onderfamilie van de Ponerinae. De wetenschappelijke naam van de soort is voor het eerst geldig gepubliceerd in 1862 door Mayr.